# SRDCEM PRO ...
SRDCEM PRO ... (zkratka SRDCEM PRO ...) bylo české politické hnutí oficiálně zaregistrované 27. června 2022. Hnutí působí v Karlových Varech a v Karlovarském kraji.

## Vedení hnutí
Hlavními představiteli hnutí jsou od července 2022 předseda Petr Ajšman, místopředseda Vladimír Valkoun a člen předsednictva Daniel Stehlík.

## Účast ve volbách

### Volby do zastupitelstev obcí

#### Rok 2022
První volby, kterých se hnutí zúčatnilo, byly volby do zastupitelstev obcí v roce 2022. SRDCEM PRO ... však nezískalo žádný mandát.

### Volby do Senátu PČR

#### Rok 2022
Ve volbách do Senátu PČR v roce 2022 kandidoval za hnutí v obvodu č. 1 – Karlovy Vary OSVČ a jednatel společnosti Petr Ajšman. V prvním kole voleb získal 693 hlasů (tj. 2,14 %), skončil na 9. místě, a nepostoupil tak do druhého kola.

#### Rok 2024
Ve volbách do Senátu PČR v roce 2024 za hnutí kandiduje Dana Wittnerová v obvodu č. 2 – Sokolov.

### Volby do zastupitelstev krajů

#### Rok 2024
Ve volbách do zastupitelstev krajů v roce 2024 hnutí SRDCEM PRO ... neúspěšně kandidovalo do Zastupitelstva Karlovarského kraje. Lídryní kandidátky byla Jitka Pokorná.

## Volební výsledky

### Zastupitelstva obcí
| Volby | Mandáty | Mandáty |
| Volby | Zvoleno | ±       |
| ----- | ------- | ------- |
| 2022  | 0/61780 | ▬0      |

### Senát PČR
| Volby | Senátní obvod       | Kandidát        | Volební strana | Navrhující strana | Politická příslušnost | První kolo    | První kolo    | Druhé kolo    | Druhé kolo    |
| Volby | Senátní obvod       | Kandidát        | Volební strana | Navrhující strana | Politická příslušnost | Hlasy         | Hlasy         | Hlasy         | Hlasy         |
| Volby | Senátní obvod       | Kandidát        | Volební strana | Navrhující strana | Politická příslušnost | Celkem        | %             | Celkem        | %             |
| ----- | ------------------- | --------------- | -------------- | ----------------- | --------------------- | ------------- | ------------- | ------------- | ------------- |
| 2022  | č. 1 – Karlovy Vary | Petr Ajšman     | SRDCEM PRO ... | SRDCEM PRO ...    | SRDCEM PRO ...        | 693           | 2,14          | –             | –             |
| 2024  | č. 2 – Sokolov      | Dana Wittnerová | SRDCEM PRO ... | SRDCEM PRO ...    | BEZPP                 | bude oznámeno | bude oznámeno | bude oznámeno | bude oznámeno |

### Zastupitelstva krajů
| Volby | Kraj        | Kandidátní listina | Hlasy         | Hlasy         | Mandáty       | Mandáty       |
| Volby | Kraj        | Kandidátní listina | Celkem        | %             | Mandáty       | Mandáty       |
| Volby | Kraj        | Kandidátní listina | Celkem        | %             | Zvoleno       | ±             |
| ----- | ----------- | ------------------ | ------------- | ------------- | ------------- | ------------- |
| 2024  | Karlovarský | SRDCEM PRO ...     | bude oznámeno | bude oznámeno | bude oznámeno | bude oznámeno |